# Вока (посёлок)
Во́ка (эст. Voka) — посёлок в волости Тойла, уезд Ида-Вирумаа, Эстония. 

## География и описание
Расположен на расстоянии 9 км к северо-востоку от уездного центра — города Йыхви, и в 4 км к юго-востоку от волостного центра — посёлка Тойла. Высота над уровнем моря —  40 метров. Через посёлок протекает река Вока. На юго-западе посёлок граничит с одноимённой деревней.
Климат умеренный. Официальный язык — эстонский. Почтовые индексы: 41701, 41794 (до востребования).

## Население
По данным переписи населения 2021 года, в Вока насчитывалось 754 жителя, из них 634 (84,3 %) — эстонцы.
По данным переписи населения 2011 года, в посёлке проживали 823 человека, из них 687 (83,5 %) — эстонцы.
Численность населения посёлка Вока по данным переписей населения:
| Год  | 1979 | 1989   | 2000   | 2011  | 2021  |
| ---- | ---- | ------ | ------ | ----- | ----- |
| Чел. | 749  | ↗ 1292 | ↘ 1083 | ↘ 823 | ↘ 754 |

## История
В XVI веке на месте деревни Коллота (в 1426 году на письме Kiriuere, в 1586 году  — Kelle)  была основана мыза Фокенхоф (нем. Fokenhof). В годы шведского правления её собственником был Йохан Фок (Johann Fock), от фамилии которого и произошло позднее эстонское название мызы; изначально мызу назвали по названию деревни, в частности, в 1726 году она была упомянута как Коллота (эст. Kollota mõis). В 1781 году мызу купила англичанка Элизабет Пьерпон (Elisabeth Pierrepont, в девичестве Чудлейг (Chudleigh), 1721–1788), которая дала мызе её немецкое название.  
В 1843 году в Вока начала работать сельская школа, первым учителем в ней был Александр Мартинсон (Aleksander Martinson). В 1848 году была построена каменная почтовая станция. В 1878 году было построено здание для волостной управы и школы. В 1968 году в Вока была открыта библиотека. 
В 1920-х годах, после земельной реформы, на месте мызы появилось поселение Вока, в 1970-х годах возле почтовой станции Вока было селение Вока. В 1977 году, в период кампании по укрупнению деревень, их вместе с деревней Вока (в начале XX века упоминается как деревня Чудлейгъ) объединили в посёлок Вока. 
В 1997 году деревня Вока была отделена от посёлка и официально восстановлена.
В месте, где когда-то находилось главное здание мызы Фокенхоф (Вока), в котором в 1923—1944 годах работала начальная школа, установлен памятный камень. Сохранилось несколько мызных строений (в плохом состоянии): дом управляющего и амбар. Главное здание мызы было разрушено в годы Второй мировой войны.
В советское время посёлок Вока был центром колхоза «Кальюранд» (эст. «Kaljurand») Тойлаского сельсовета Кохтла-Ярвеского района. Его площадь составляла 4600 га, численность работников на 1978 год — 264 человека. Здесь же располагалось районное отделение объединения «Эстонсельхозтехника» (эст. «Eesti Põllumajandustehnika») и находилась ракетная база СССР.

## Инфраструктура
В посёлке работают детский сад «Накситраллид» (эст. «Naksitrallid»), библиотека, волостной спортивно-культурный центр, продовольственный магазин. Есть стадион.
В 2017/2018 учебном году детсад посещали 66 детей (на 11 детей меньше, чем в 2013/2014 учебном году).
В одном здании с библиотекой работают молодёжный центр и Народный дом Вока, там же расположены кабинеты семейного врача.

## Галерея

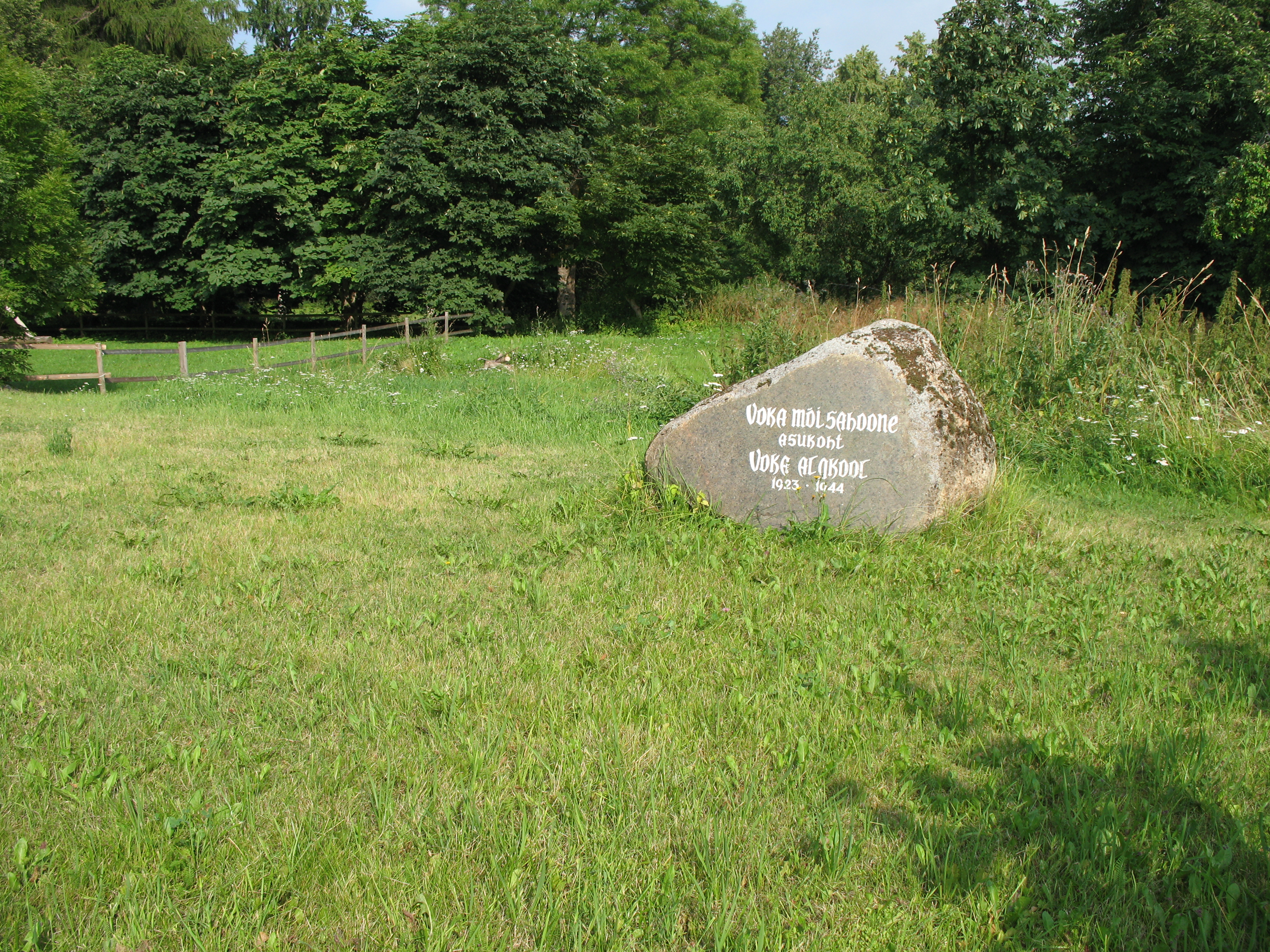
Памятный камень мызе Фокенхоф и начальной школе Вока
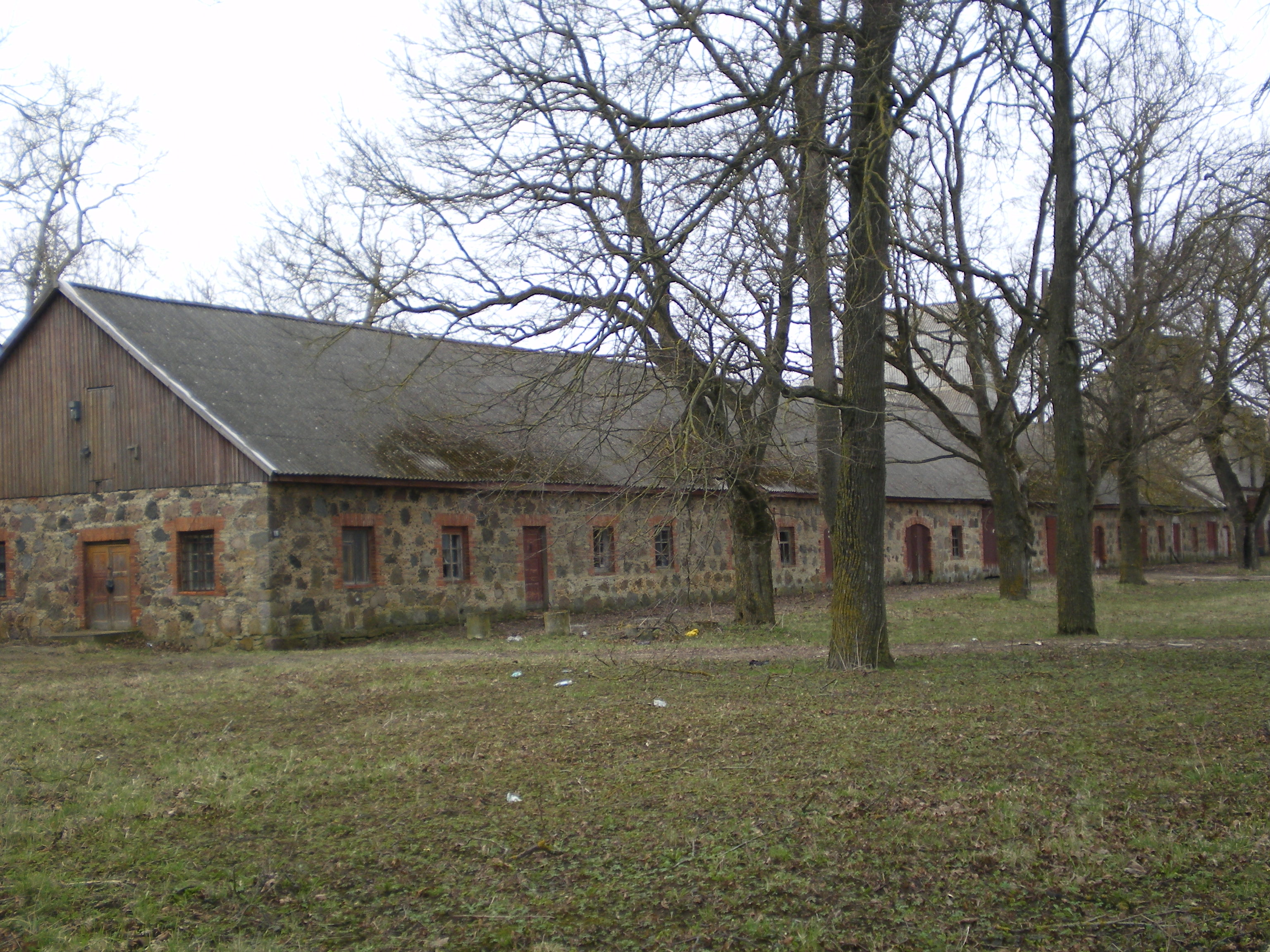
Амбар мызы Фокенхоф в 2011 году
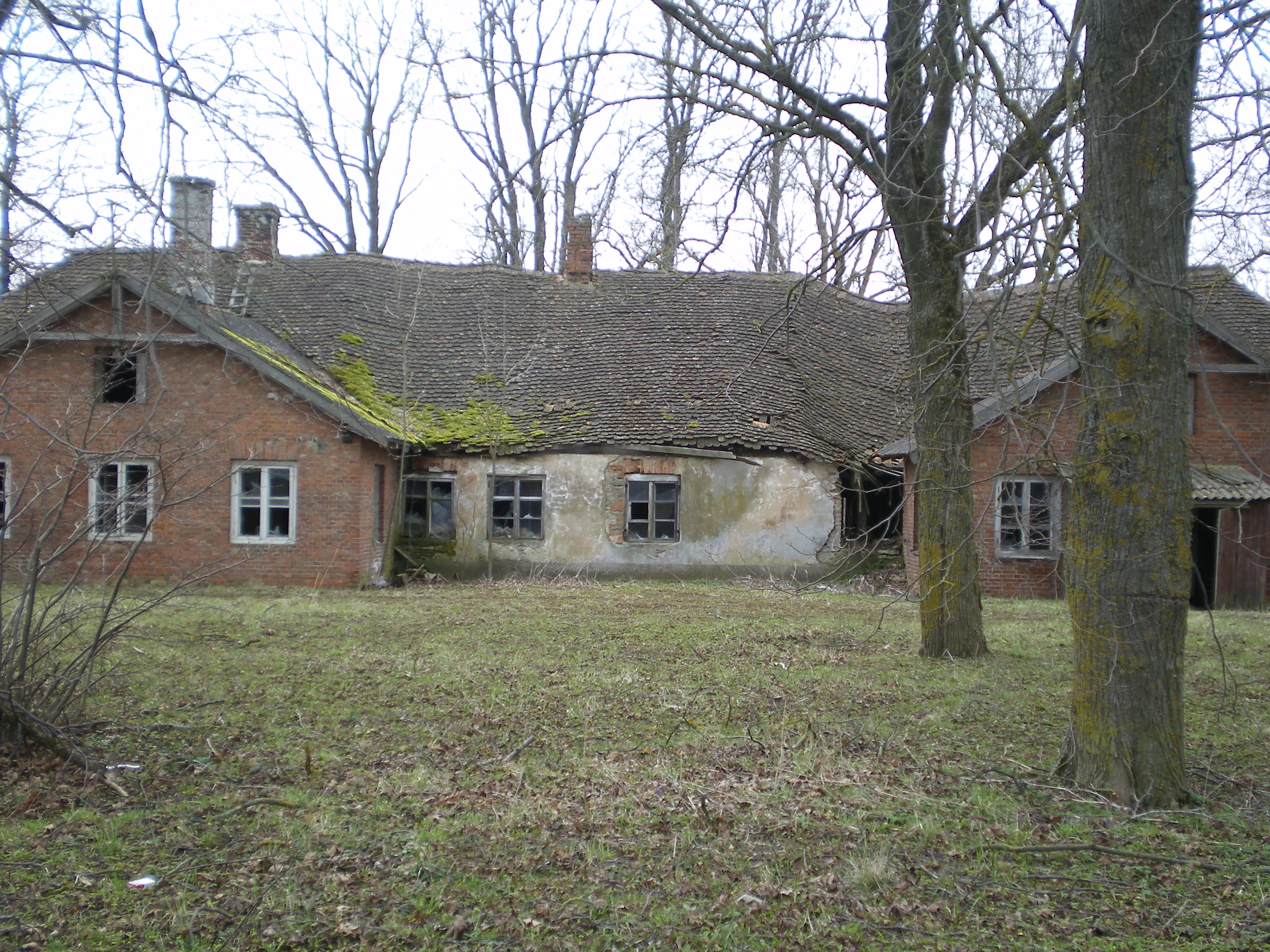
Дом управляющего мызой Фокенхоф в 2011 году
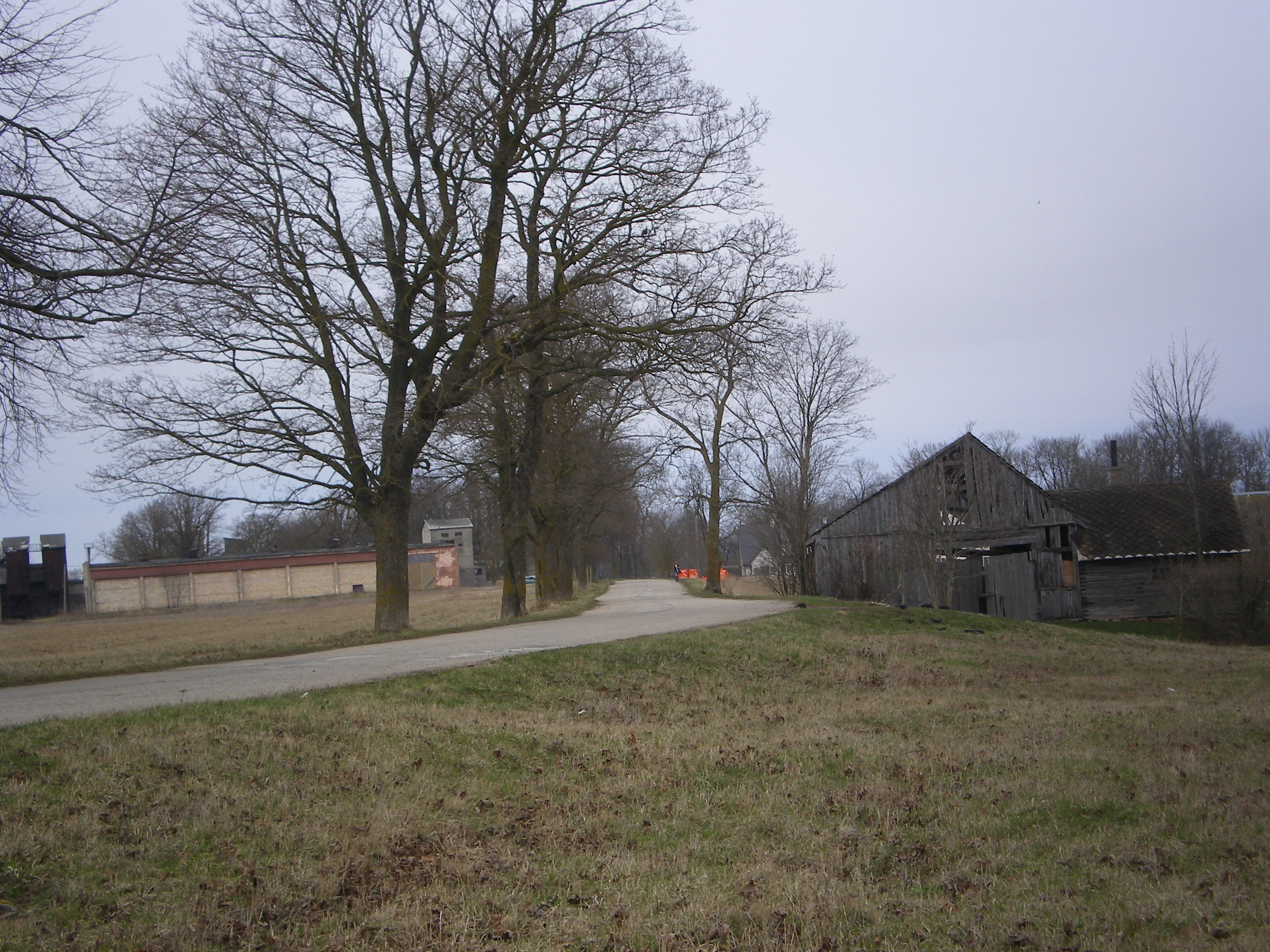
Аллея мызы Фокенхоф
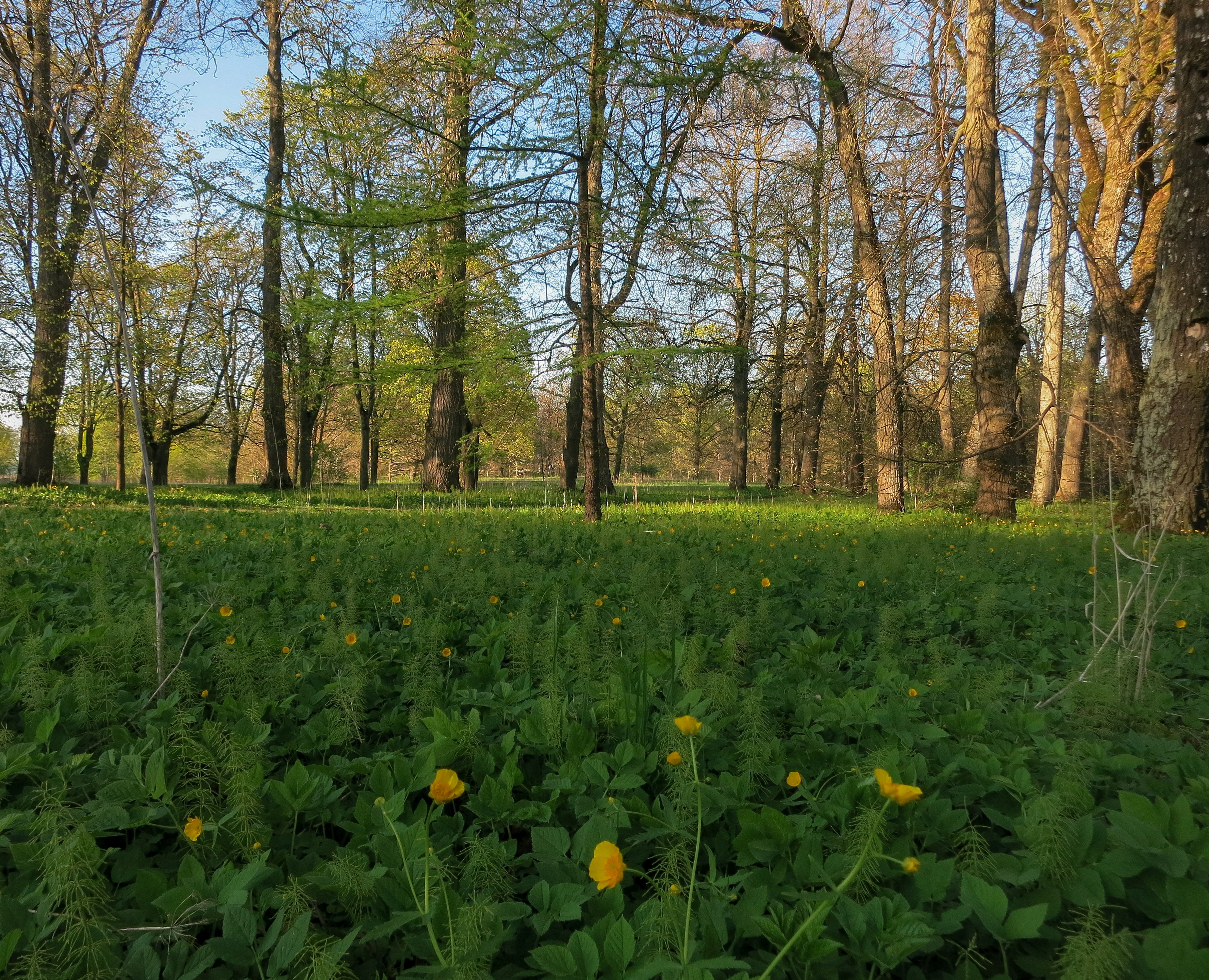
Парк мызы Фокенхоф
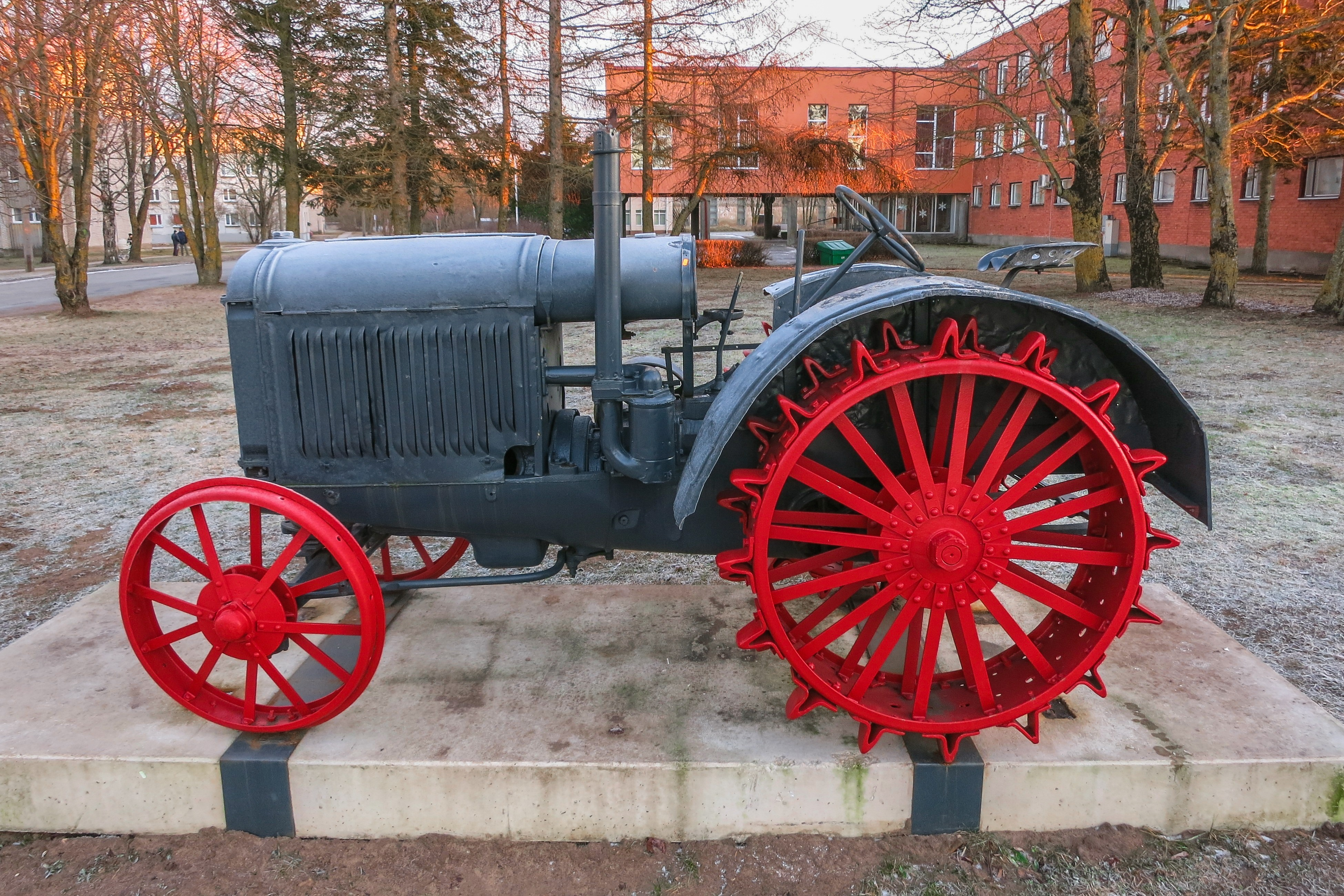
Старый трактор в центре посёлка — в память о бывшей колхозной МТС
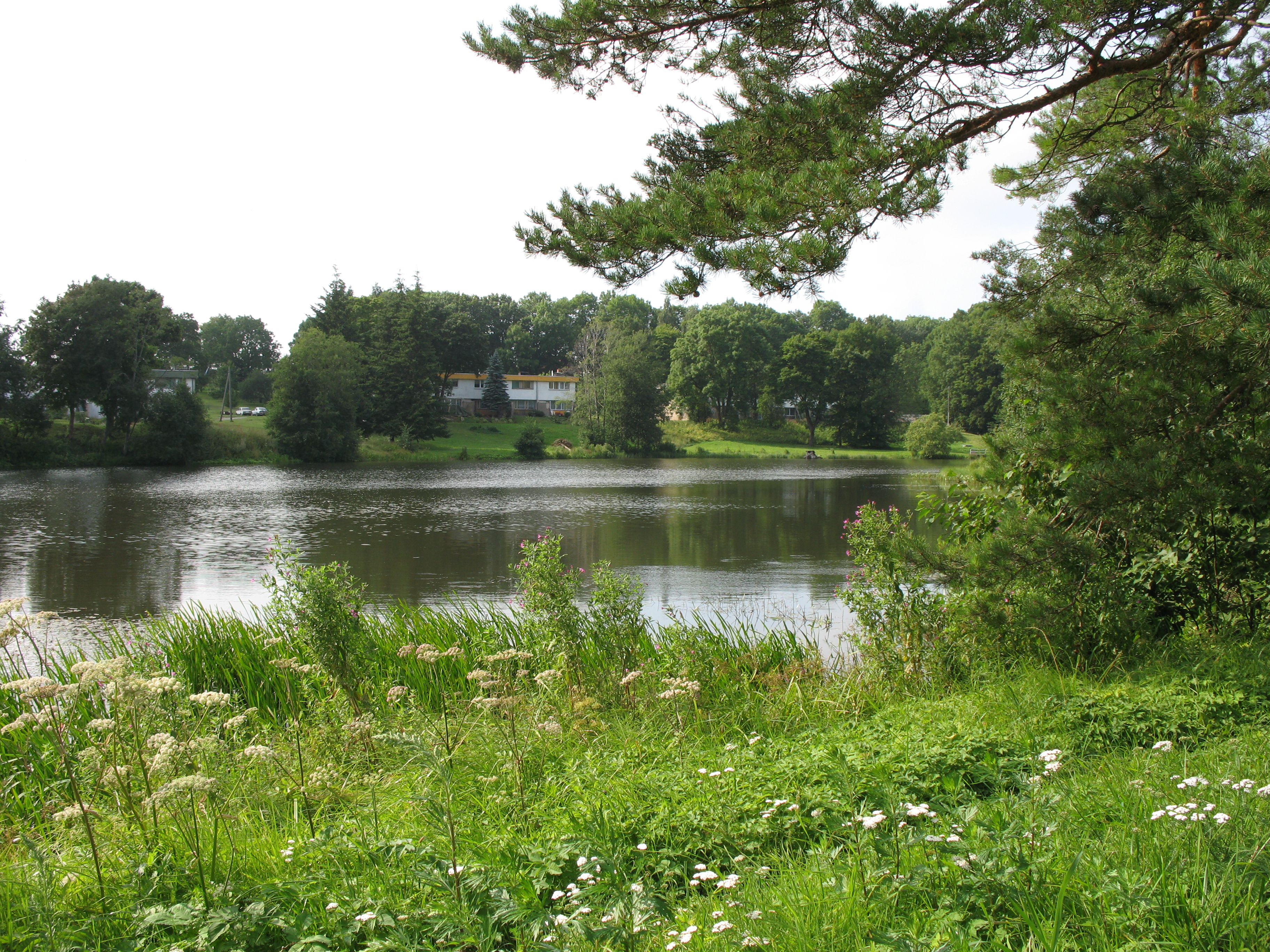
Водохранилище Вока летом
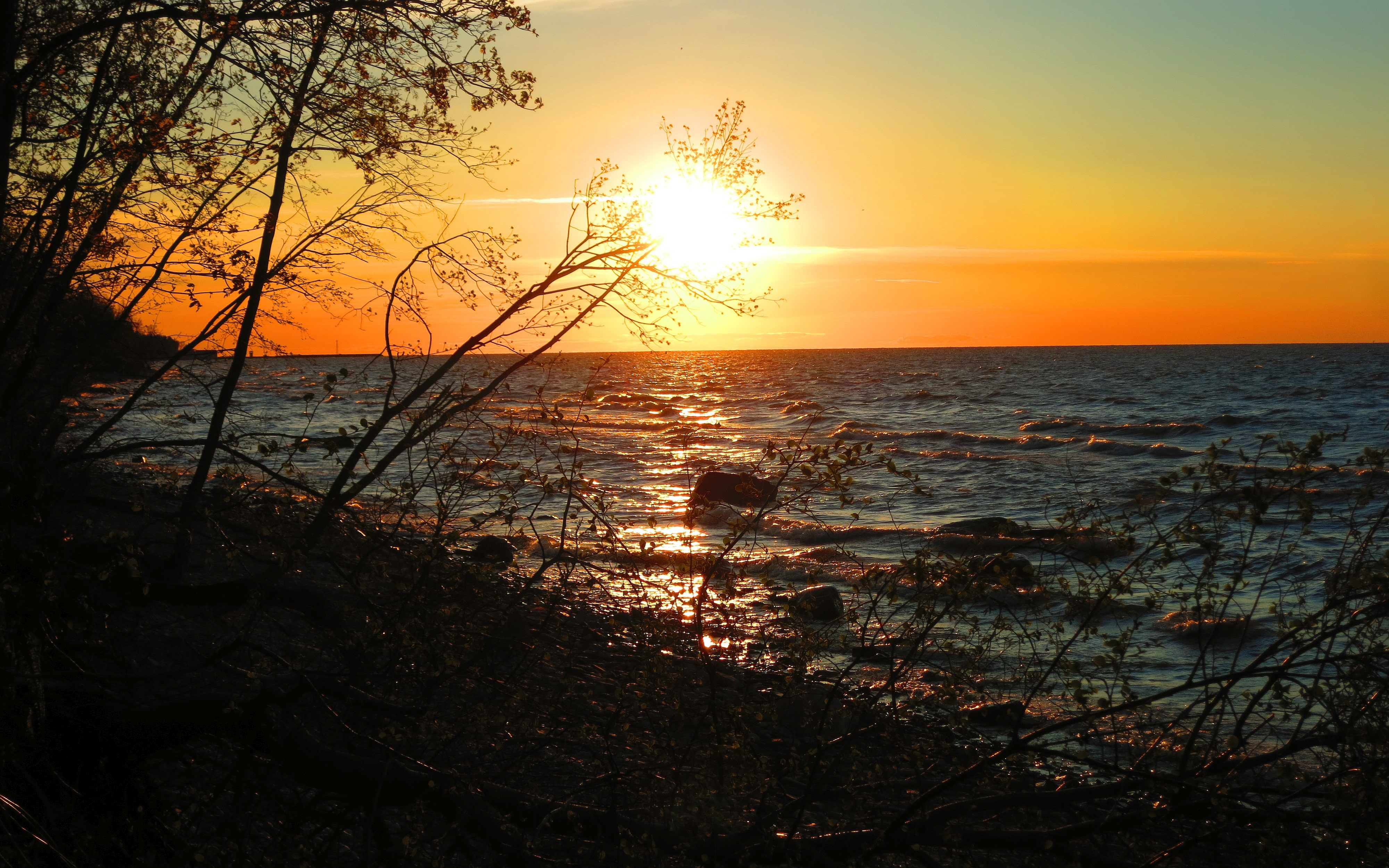
Вид в сторону Тойла с пляжа посёлка Вока
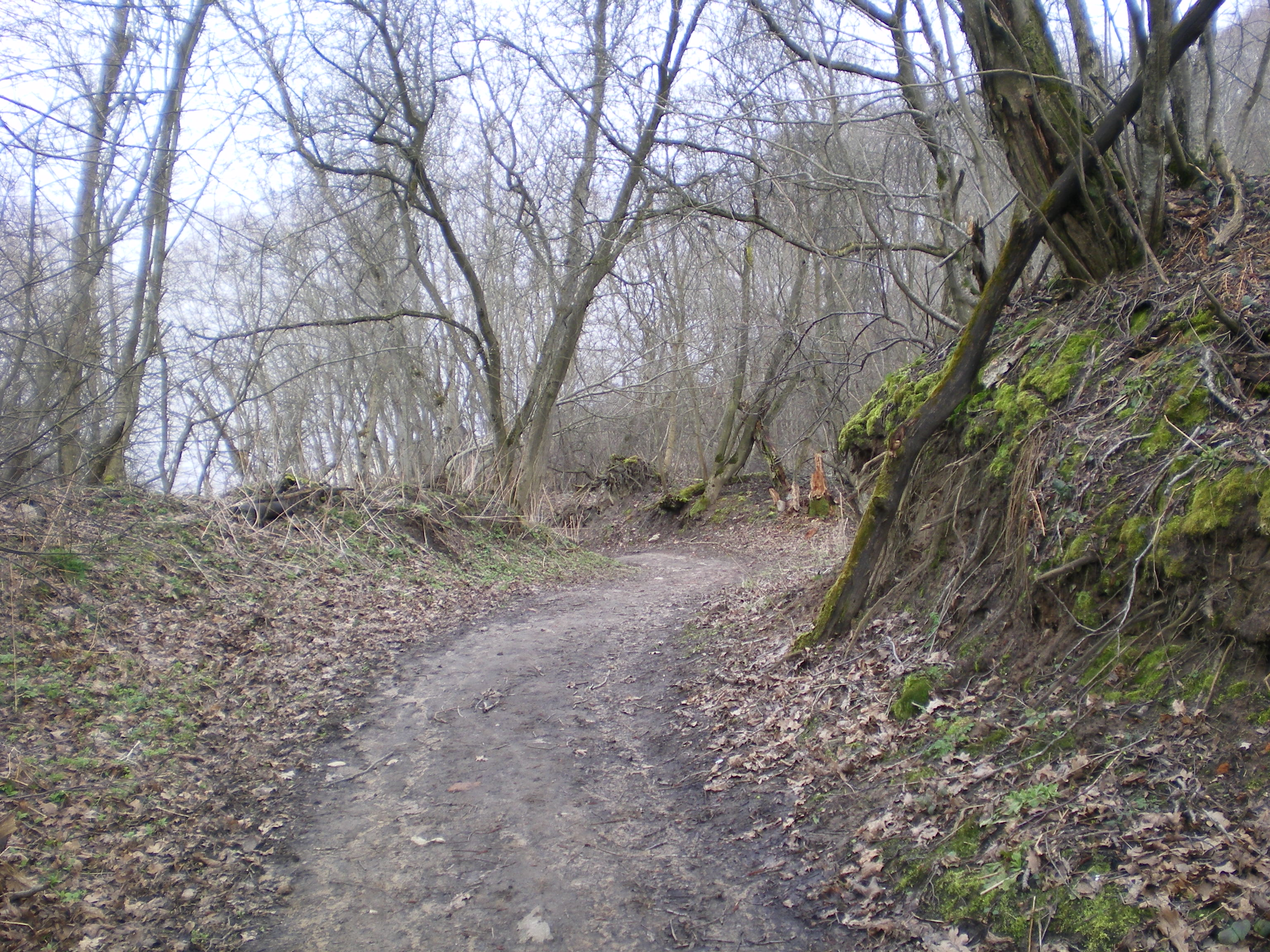
Дорога к морю, март
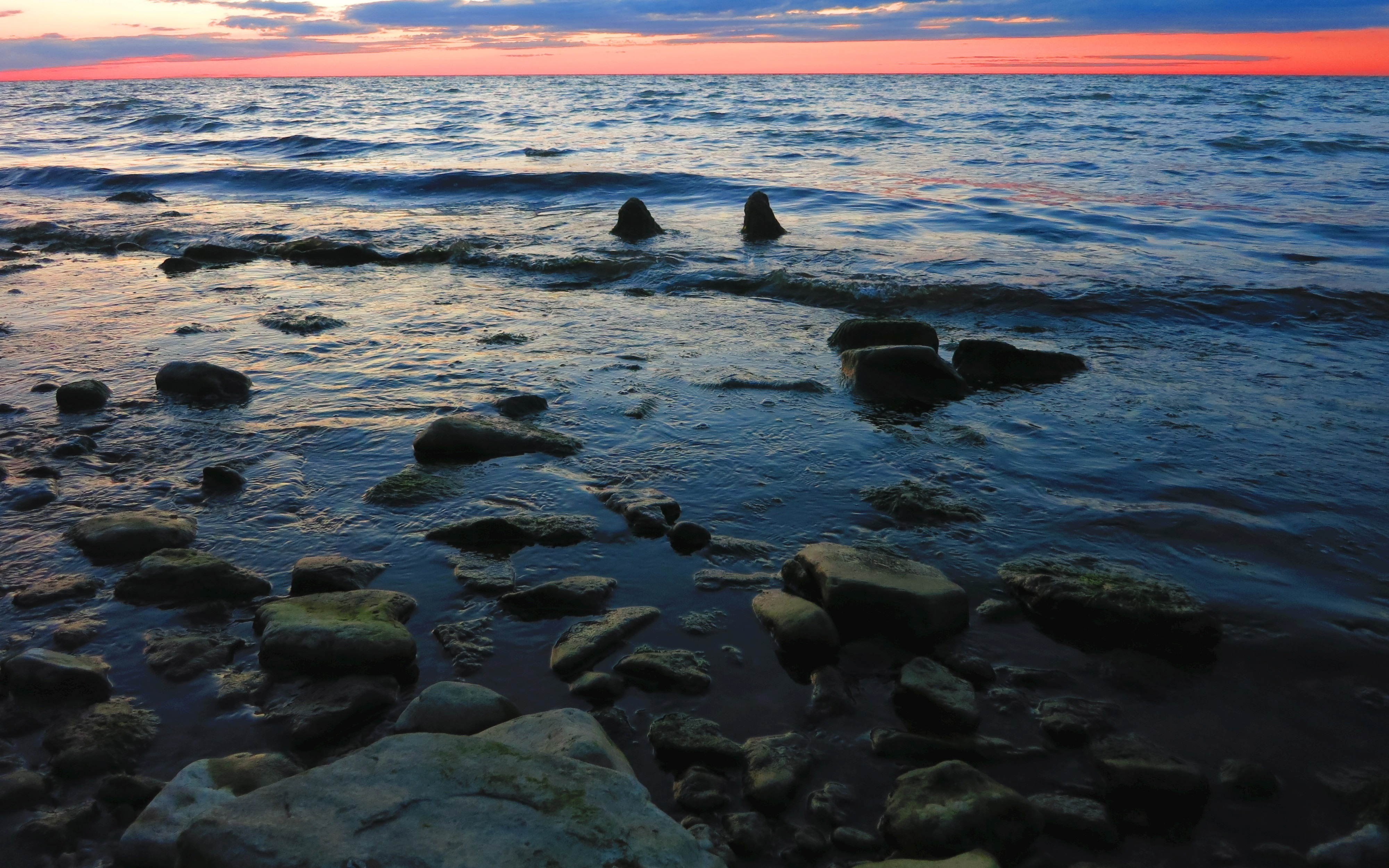
Каменистый берег моря в Вока
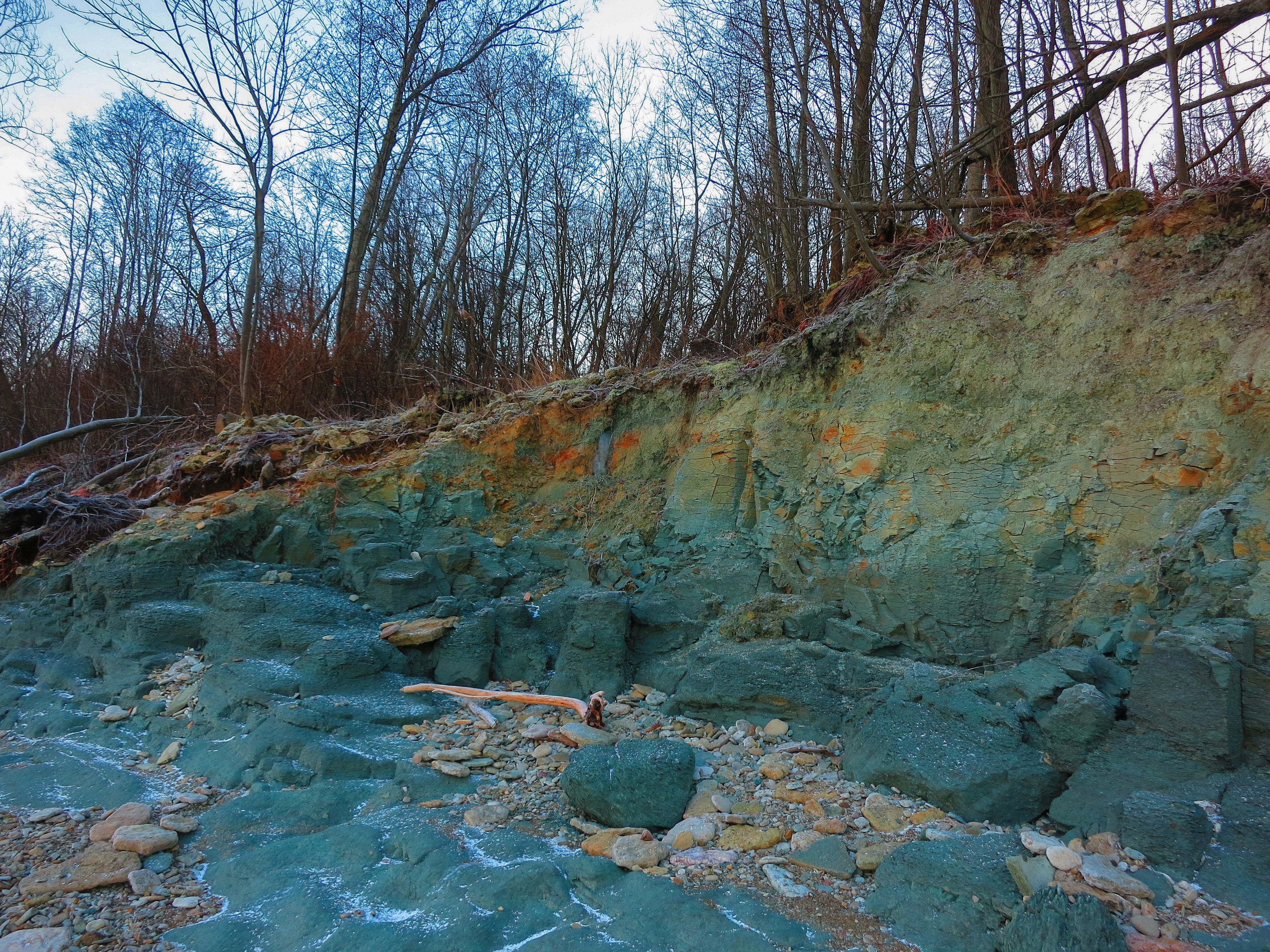
Голубой пляж в Вока (клиф Пюхайыэ, голубая глина кембрийского периода)
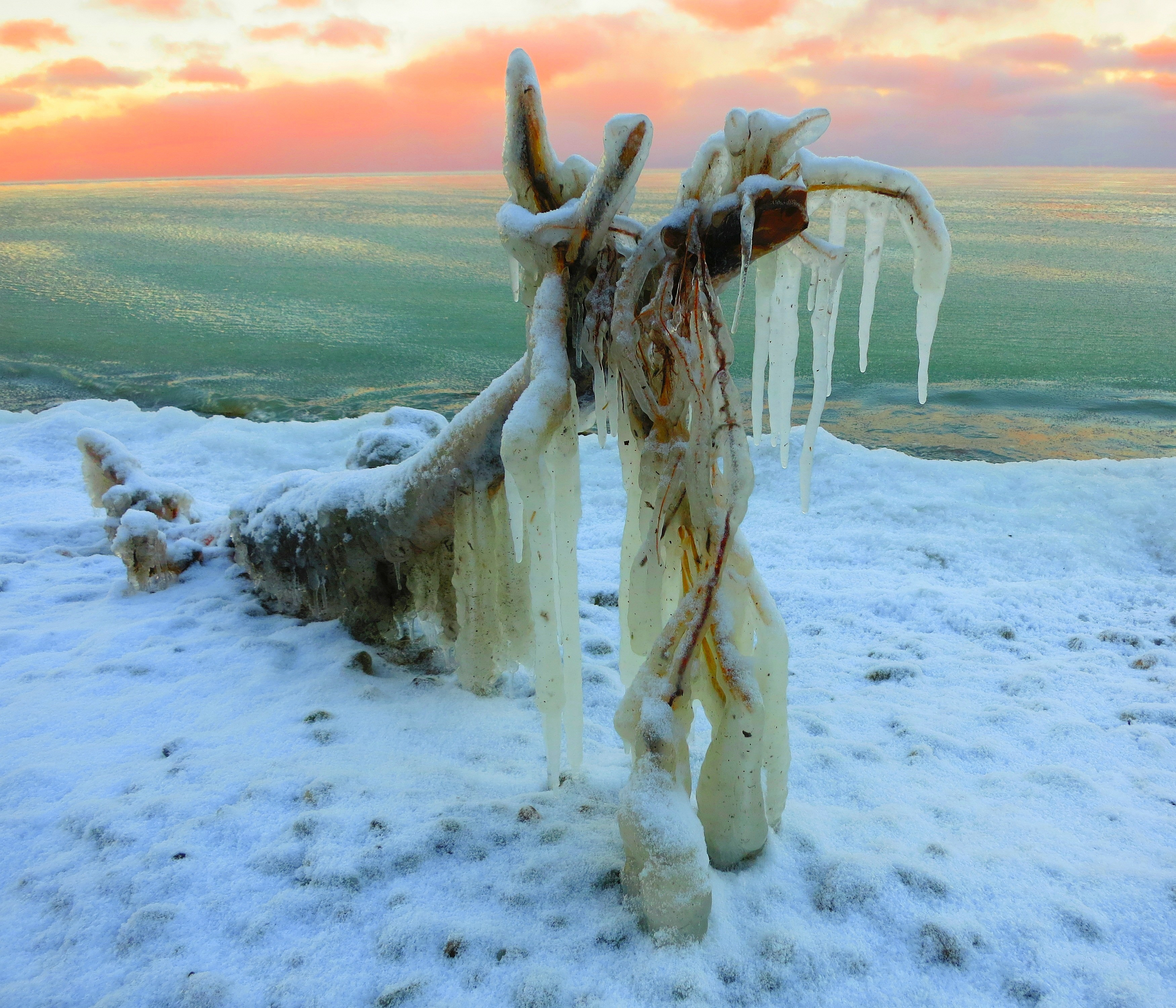
Берег моря в Вока в январе

## Комментарии
1. ↑  Эстонские топонимы, оканчивающиеся на -а, не склоняются и не имеют женского рода (исключение — Нарва)[6].